# Loups=Garous 应避开的狼
《Loups=Garous 应避开的狼》（[未定义] 错误：{{Lang-xx}}：无效参数：|ルー=（帮助））是由京極夏彥所著的SF小说。以及以这个作品为原作，由樋口彰彥出版了漫画、并且推出了动画电影《Loups=Garous》。

## 小說
- 应避忌之狼（ルー=ガルー 忌避すべき狼）
  - 單行本（徳間書店、2001年6月、ISBN 4-19-861364-8）
    - 封面插圖 - 小岐須雅之

  - 新書（日语：新書）版（TOKUMA NOVELS、2004年11月、ISBN 4-19-850653-1）
    - 封面插圖 - 小岐須雅之

  - 新書版（講談社NOVELS、2009年10月21日、ISBN 978-4-06-182674-8）
    - 封面插圖 - redjuice

  - 分冊文庫版（講談社文庫、2011年9月15日、上卷ISBN 978-4-06-276899-3 下卷ISBN 978-4-06-276910-5）
    - 封面設計 - 坂野公一＋吉田友美(welle design)

  - 電子書籍版（講談社、2010年9月6日）
  - 陆版（力潮文创千本樱（出品）花城出版社（出版）、2024年8月、ISBN 978-7-5749-0182-7）
- ルー=ガルー2 インクブス×スクブス 相容れぬ夢魔[1]
  - 單行本（講談社、2011年10月14日、ISBN 978-4-06-217294-3）
  - 新書版（講談社NOVELS、2011年10月14日、ISBN 978-4-06-182755-4）
    - 封面插圖 - redjuice

  - 分冊文庫版（講談社文庫、2011年10月14日、上卷ISBN 978-4-06-277082-8 下卷ISBN 978-4-06-277083-5）
    - 封面設計 - 坂野公一＋吉田友美(welle design)

  - 電子書籍版（講談社、2011年10月14日
  - 陆版（力潮文创千本樱（出品）花城出版社（出版）、ISBN 978-7-5749-0206-0）

### 作品名稱由來
- 法語中的 loup-garou 意思為「人狼（じんろう）」。詳細請參照Loups Garous條目。
- 英語中的 incubus 以及 succubus 請參照夢魔條目。

### 公開募集的近未來設定
1998年から開始された「F・F・N」（フューチャー・フロム・ナウ）という企画の取組みで、動畫雜誌「Animage」跟漫畫雜誌「Chara」、於網際網路上で募集した、近未来における様々な着想が作中に登場している。

## 概要
在不远的未来，人与人之间通过末端（monitor）相互联系。在管理型社会中被统治的住民们通常都被时刻监视着，物理接触（real communication）变得越来越少。
在这种社会里，学校对于少年少女们来说是仅有的沟通场所，由于出现针对少年少女们的连续杀人事件，和现实没有联系的主人公牧野葉月、天才少女都築美緒、及与避开和人接触的少女神埜歩未偶然接触到了被害者之一矢部祐子接触（动画版里是葉月・歩未・美緒3人去找同班的矢部祐子时、将被卷入人口贩卖事件的矢部救出），不过她们自己也被卷入了事件之中。在不断接近事件真相的过程中，牧野葉月开始注意到了比自己知道 的Monitor里的世界更广阔的外面世界。

## 登場人物
声優指动画版。

### 未成年者
牧野 葉月（まきの はづき）
声 - 沖佳苗
出生于2021年8月15日、AB型、14歳。（出生日和血型数据是动画版的设定）
有不擅长和他人接触对话的“交流障碍”（不同于对人恐怖症）、漫画版里兴奋的时候会出很多生鼻血。虽然为人消极，不过在朋友遇到危险时有着强烈的帮助朋友的意志。県議的养女。一般一个人住在安全系统完备的家中，常穿黑色长裙和长髮（动画里是短发）。养父牧野議員很少回家，但是通过电话频繁得联系。健康等级为B（动画版为A）。
小说中是从她和不破静枝的视点进行的，漫画和动画则是葉月・歩未・美緒3人及麗猫为中心的故事。
神埜 歩未（こうの あゆみ）
声 - 五十嵐裕美
2021年10月24日出生、A型、14歳。
和牧野同班。少语，释放着和其它少女不同的气息。自称「僕」。讨厌麻烦的事，头发短。
都築 美緒（つづき みお）
声 - 井上麻里奈
2021年5月16日出生、O型、14歳。
14岁就开始大学博士课程的天才少女。
矢部 祐子（やべ ゆうこ）
声 - 植竹香菜
2021年6月11日出生、A型、14歳。
苍白的皮肤。擅长画画。。
作倉 雛子（さくら ひなこ）
声 -
有着像娃娃头的短发。
来生 律子（きすぎ りつこ）
声 -
傲娇，说话像关西语。

#### 其它人
麗猫（レイミャオ）
声 - 沢城みゆき
出生日不明（推定年齢15歳前後）、B型。
美緒的青梅竹马，没有户籍的未登录居民之一
川端 リュウ（かわばた りゅう）
声 - 坂巻学
16歳。保健衛生局員的儿子。
中村 雄二（なかむら ゆうじ）
声 - 勝沼紀義
川端的同班同学。

### 成年者
不破 静枝（ふわ しずえ）
声 - 平田絵里子
负责管理指定区域里的未成年人。
橡 兜次（くぬぎ とうじ）
声 - 河本邦弘
县警刑事部的地方公务员。
石田 理一郎（いしだ りいちろう）
声 - 青山穣
橡的上司以及svc始創人孫子。
事務局長
声 - 西村知道
養父
声 - 佐藤晴男

## 世界觀
物理接触（リアルコミュニケーション）
不通过「端末」而与人对话。
端末（モニタ）
复合弄情报机器的总称。。
合成食品
人们的主食的总称。
「学校（通信中心）」
没有专门的学校，由通信中心负责这一功能。
现实商店
在现实世界中的商店。由于端末的通用，商店已经变得不必要了。
パイド・パイパー
2040年发生的世界规模的流感。10亿人感染，8亿人死亡。由于儿童人数大幅度减少，而导致新儿童保护法的出台。并且导致人们对物理接触的反感。

## 漫画
ルー=ガルー

## 劇場动画

### 工作人员
- 原作 - 京極夏彦
- 監督 - 藤咲淳一
- 制片人- 向井地基起、谷澤伸幸
- 脚本 - 後藤みどり、ハラダサヤカ
- 人物原案 - 箸井地図
- 人物设计・作画監督 - 石井明治
- 美術監督 - 衛藤功二
- 撮影監督 - 志村豪
- 編集 - 植松淳一
- 3Dディレクター - 磯部兼士
- 音響監督 - 小泉紀介
- 音楽 - SCANDAL
- 制作 - プロダクション I.G、トランス・アーツ
- ルー=ガルー製作委員会 - Kitty film、萬代影視、木下工務店、電通、ミクシィ

### 歌曲
- 主題曲：《Midnight Television》
- 插曲：《KOSHI-TANTAN》
- 片尾曲：《さよなら My Friend》

## 脚注
1. ↑  單行本・小說・文庫・電子書等4種媒介同時發售為出版史上的第一次壯舉。

## 外部連結
- 大極宮（页面存档备份，存于）（京極夏彦所属「大沢オフィス」官方網站）
- NardLab（小岐須雅之官方網站）
- COMICリュウ（徳間書店官方網站）
- バックドロップ。（樋口彰彦官方網站）
- ルー=ガルー（2010年夏公開 劇場アニメ「ルー=ガルー」官方網站）
- ルー=ガルー×SCANDAL